# Zofia Ostrowska-Kębłowska
Zofia Ostrowska-Kębłowska (ur. 7 listopada 1931 w Poznaniu, zm. 28 grudnia 2010 we Wrocławiu) – polska historyk sztuki, specjalizująca się w historii sztuki XVIII–XX w.; nauczycielka akademicka związana z Uniwersytetem Wrocławskim.

## Życiorys
Urodziła się w 1931 roku w Poznaniu. Pochodziła z rodziny o wielkopolskich korzeniach. Po ukończeniu szkoły średniej studiowała historię sztuki na Uniwersytecie Wrocławskim i Uniwersytecie Poznańskim. W latach 1953–1970 pracowała w Muzeum Narodowym w Poznaniu, początkowo w Dziale Malarstwa Polskiego, a następnie jako kustosz w Dziale Malarstwa Europejskiego. Od 1970 roku związana z Uniwersytetem Wrocławskim, początkowo z Katedrą, a następnie Instytutem Historii Sztuki. W latach 1984–1985 pełniła funkcję prodziekana Wydziału Filozoficzno-Historycznego, a w latach 1990–1993 kierowała Katedrą Historii Sztuki. Działała także w NSZZ „Solidarność” od 1980 roku. Od 1994 do 1996 roku była pierwszym dyrektorem nowo powstałego Instytutu Historii Sztuki. W 1999 r. przeszła na emeryturę.
Większą część życia naukowego poświęciła badaniom nad sztuką rodzinnego Poznania i Wielkopolski XVIII i XIX wieku, skupiając się głównie na architekturze i malarstwie. Była uznaną badaczką sztuki niemieckiej okresu klasycyzmu i romantyzmu. Wśród jej obszernej spuścizny naukowej sporo miejsca zajmują rozważania teoretyczne poświęcone problematyce sztuki nowoczesnej. Wychowała rzeszę magistrów i doktorów. Stworzyła w Instytucie Historii Sztuki UWr podwaliny badań nad sztuką Śląska XIX i początków XX wieku. Była stypendystka rządu francuskiego, Fundacji Edwarda Raczyńskiego w Wielkiej Brytanii, DAAD, Historisches Kommission zu Berlin oraz Fundacji Lanckorońskich.
Była aktywnym członkiem wielu towarzystw naukowych: Poznańskiego Towarzystwa Przyjaciół Nauk, Wrocławskiego Towarzystwa Naukowego, Stowarzyszenia Historyków Sztuki, Komitetu Nauk o Sztuce Polskiej Akademii Nauk oraz członkiem korespondentem Polskiej Akademii Umiejętności.
Za swoją działalność naukowo-dydaktyczną oraz organizacyjną otrzymała liczne nagrody i wyróżnienia, w tym m.in.: Srebrny i Złoty Krzyż Zasługi. Nagrodzona dwukrotnie przez Wydział I Nauk Społecznych PAN oraz Ministra Szkolnictwa Wyższego, Arcybiskupa Metropolitę Poznańskiego i Rektora Uniwersytetu Wrocławskiego. Zmarła w 2010 roku we Wrocławiu i została pochowana na Cmentarzu Grabiszyńskim.